# Penelope Ann Miller
Pour les articles homonymes, voir Miller.
Penelope Andrea Miller, dite Penelope Ann Miller est une actrice américaine, née le 13 janvier 1964 à Los Angeles.

## Biographie

### Carrière
Penelope Ann Miller connut ses heures de gloire au début des années 1990. En 1990, elle donne la réplique à Marlon Brando dans Premiers Pas dans la mafia. La même année, elle joue dans Un flic à la maternelle le rôle de la mère de l'enfant qu'Arnold Schwarzenegger doit protéger de son père, criminel en cavale. Toujours la même année, elle joue la petite amie de Robert De Niro, un handicapé catatonique dans L'Éveil. 
En 1993, elle assume le rôle d'une danseuse qui est la petite amie de Carlito Brigante (interprété par Al Pacino) dans L'Impasse. Le film connaît un succès modeste à la fois en raison des critiques et de son exploitation commerciale, mais il atteint plus tard le statut de film culte[réf. nécessaire].
Puis la carrière de Penelope Ann Miller s'essouffle quelque peu. En 1997, elle apparaît dans un film à gros budget Relic.
En 2007, elle obtient également un second rôle dans le film Blonde Ambition, qui est considéré comme brillant et culte pour son écriture, ainsi que pour les nombreuses références qu’il contient,,,,,.
En 2011, elle est Doris, l'épouse de la star du film muet George Valentin (alias Jean Dujardin), dans le film français The Artist de Michel Hazanavicius. Sélectionné au Festival de Cannes 2011, The Artist vaut à Jean Dujardin le Prix d'interprétation masculine. Grâce à l'accueil cannois, le film est acheté par des distributeurs du monde entier, dont la Weinstein Company aux États-Unis. Il entame alors une brillante carrière internationale et gagne plus de cent récompenses, remportant notamment trois Golden Globes, sept BAFTA, six César, un Goya et cinq Oscars, dont ceux du meilleur film et du meilleur acteur pour Jean Dujardin. The Artist est ainsi le deuxième film à remporter l'Oscar du meilleur film sans être produit essentiellement par des Américains, et Jean Dujardin devient le premier comédien français à recevoir l'Oscar du meilleur acteur.

## Filmographie

### Cinéma
- 1986 : Hotshot de Rick King : Mary
- 1987 : Nuit de folie (Adventures in Babysitting) de Chris Columbus : Brenda
- 1988 : Biloxi Blues de Mike Nichols : Daisy
- 1988 : Rien à perdre (Miles from Home) de Gary Sinise : Sally
- 1988 : Big Top Pee-Wee de Randal Kleiser : Winnie
- 1989 : Deux flics à Downtown (Downtown) de Richard Benjamin : Lori Mitchell
- 1989 : Dead Bang de John Frankenheimer : Linda Kimble
- 1990 : Premiers pas dans la mafia (The Freshman) d'Andrew Bergman : Tina Sabatini
- 1990 : Un flic à la maternelle (Kindergarten Cop) d'Ivan Reitman : Joyce Palmieri / Rachel Crisp
- 1990 : L'Éveil (Awakenings) de Penny Marshall : Paula
- 1991 : Larry le liquidateur (Other People's Money) de Norman Jewison : Kate Sullivan
- 1992 : Un flingue pour Betty Lou (The Gun in Betty Lou's Handbag) d'Allan Moyle : Betty Lou Perkins
- 1992 : Year of the Comet de Peter Yates : « Maggie » Margaret Harwood
- 1992 : Chaplin de Richard Attenborough : Edna Purviance
- 1993 : L'Impasse (Carlito's Way) de Brian de Palma : Gail
- 1994 : The Shadow de Russell Mulcahy : Margo Lane
- 1997 : Relic de Peter Hyams : Dr Margo Green
- 1997 : Little City de Roberto Benabib : Rebecca
- 1998 : Point de rupture (Break Up) de Paul Marcus : Grace
- 1998 : Outside Ozona de J. S. Cardone : Earlene Demers
- 1999 : Chapter Zero d'Aaron Mendelsohn : Cassandra
- 2000 : Le Masque de l'araignée (Along Came a Spider) de Lee Tamahori : Elizabeth Rose
- 2000 : Coup de foudre pour toujours[10] (Forever Lulu) de John Kaye : Claire Clifton
- 2000 : Lisa Picard is famous de Griffin Dunne : elle-même
- 2001 : Full Disclosure de John Bradshaw : Michelle
- 2006 : Funny Money de Leslie Greif : Carol Perkins
- 2007 : Les Messagers (The Messengers) de Oxide Pang Chun & Danny Pang : Denise Solomon
- 2007 : Blonde Ambition de Scott Marshall : Debra
- 2009 : Saving Grace B. Jones de Connie Stevens : Bea Bretthorse
- 2009 : Free Style de William Dear : Jeannette Bryant
- 2010 : Un cœur à l'envers (Flipped) de Rob Reiner : Trina Baker
- 2011 : Think Of Me de Bryan Wizemann : Louise
- 2011 : The Artist de Michel Hazanavicius : Doris, l'épouse de George Valentin
- 2013 : Saving Lincoln de Salvador Litvak : Mary Todd Lincoln
- 2013 : Robosapien: Rebooted de Sean McNamara : Joanna
- 2016 : The Birth of a Nation de Nate Parker : Elizabeth Turner
- 2016 : The Bronx Bull de Martin Guigui : Debbie Forrester
- 2017 : The Black Ghiandola de Catherine Hardwicke & Theodore Melfi (court métrage) : Ghiandola Anita Aceto
- 2018 : American Dresser de Carmine Cangialosi : Vera
- 2020 : Adverse de Brian A. Metcalf : Nicole
- 2021 : Reagan de Sean McNamara : Nancy Reagan

### Séries télévisées
- 1985 : Histoires de l'autre monde (Tales from the Darkside), « Ring Around the Redhead » de Theodore Gershuny : Keena (saison 2, épisode 3)
- 1987 : Drôle de vie (The Facts of Life), « The Greek Connection » de John Bowab : Kristen Morgan (saison 8, épisode 13)
- 1987 : Sacrée famille (Family Ties), « Higher Love » de Debbie Allen : Joyce (saison 5, épisode 15)
- 1987 : The Popcorn Kid de Mark Ganzel & Barry Kemp : Gwen Stottlemeyer
- 1987 : Deux flics à Miami (Miami Vice), « Death and the Lady » de Colin Bucksey : Jill Ryder (saison 4, épisode 3)
- 1987 : Hôpital St. Elsewhere (St. Elsewhere), « Ewe Can't Go Home Again » d'Eric Laneuville : Laurel (saison 6, épisode 4)
- 1989 : Great Performances, « Our Town » de Kirk Browning : Emily Webb
- 1991 : Morton & Hayes, « The Bride of Mummula » de Christopher Guest : Jody (saison 1, épisode 2)
- 1998 : The Wonderful World of Disney, « Ruby Bridges » d'Euzhan Palcy : Ruby Bridges (saison 1, épisode 16)
- 1998 : L'Irrésistible Jack (The Closer) d'Ed Decter & John J. Strauss : Erica Hewitt
- 2002 : Les enquêtes de Nero Wolfe (A Nero Wolfe Mystery), « Motherhunt » d'Alan Smithee (alias Charles B. Wessler) : Lucy Valdon (saison 2, épisodes 6 & 7)
- 2003 : A Minute with Stan Hooper de Barry Kemp & Norm MacDonald : Molly Hooper
- 2004 : Les Experts : Manhattan, « What You See Is What You See » de Duane Clark : Rose (saison 1, épisode 23)
- 2004 : Desperate Housewives, « Coming Home » d'Arlene Sanford : Fran Ferrara (saison 2, épisode 10)
- 2006 : Vanished de Josh Berman : Jessica Nevins
- 2009-2011 : Men of a Certain Age de Mike Royce & Ray Romano : Sonia Tranelli
- 2013-2014 : Mistresses de K.J. Steinberg : Elizabeth Grey
- 2015 : American Crime de John Ridley : Eve Carlin
- 2016 : Broken, « Pilot » de Jeremy Podeswa : Elizabeth Hamilton
- 2018 : Riverdale, « Chapter Thirty-Six: Labor Day » de  Kevin Rodney Sullivan : Mrs. Wright (saison 3, épisode 1)
- 2018 : Esprits criminels, « Flesh and Blood » de Glenn Kershaw : Dr. Elizabeth Rhodes (saison 14, épisode 10)
- 2020 : Dirty Diana, « Jada », « Carrie » & « Liz » de Shana Feste : Cassie (saison 1, épisodes 1, 3 & 5)
- 2022 : Monster: The Jeffrey Dahmer Story : Joyce Anette Dahmer

### Téléfilms
- 1988 : Tales from the Hollywood Hills: Closed Set de Mollie Miller : Tina
- 1994 : Chasseur de sorcières (Witch Hunt) de Paul Schrader : Kim Hudson
- 1997 : Le Dernier Parrain : Nalene De Lena
- 1997 : Cœur à louer (The Hired Heart) de Jeremy Kagan : Garnet Hadley
- 1997 : Merry Christmas, George Bailey de Matthew Diamond : Mary Hatch Bailey
- 1998 : Rhapsody in Bloom de Craig M. Saavedra : Lilah Bloom
- 1999 : Rocky Marciano de Charles Winkler : Barbara Cousins
- 2000 : L'affaire Mary Kay Letourneau (All-American Girl: The Mary Kay Letourneau Story) de Lloyd Kramer : Mary Kay Letourneau
- 2000 : Virus en plein vol (Killing Moon) : Laura Chadwick
- 2001 : Dodson's Journey de Gregg Champion : Meredith Dodson
- 2001 : A Woman's a Helluva Thing de Karen Leigh Hopkins : Zane Douglas
- 2002 : Pulsations mortelles (Dead in a Heartbeat) de Paul Antier : Dr. Gillian Hayes
- 2002 : Plus fort que le silence (Scared Silent) de Mike Robe : Kathy Clifson
- 2003 : Rudy: The Rudy Giuliani Story de Robert Dornhelm : Donna Hanover
- 2003: Thanksgiving Family Reunion de Neal Israel : Pauline Snider
- 2004: Carry me home de Jace Alexander : Harriet
- 2005 : Le Souvenir d'un frère (Personal Effects) de Michael M. Scott : Bonnie Locke
- 2007 : Derrière le mensonge (The Deal) de Bryan Goeres : Laura Martin
- 2008 : The Deadliest Lesson de Harry Winer : Gloria
- 2017 : New York Prison Break the Seduction of Joyce Mitchell de Stephen Tolkin : Joyce Mitchell
- 2019 : Prête à tout pour mon enfant, même l'illégalité ! (The College Admissions Scandal) d'Adam Salky : Caroline DeVere